# Bugie da bere
Bugie da bere è un singolo del rapper italiano Highsnob, pubblicato il 10 luglio 2020.
Il brano vede la partecipazione della rapper Pacestema.

## Tracce
1. Bugie da bere – 3:13